# Bologna Football Club 1967-1968
Questa voce raccoglie le informazioni riguardanti il Bologna Football Club nelle competizioni ufficiali della stagione 1967-1968.

## Stagione
La stagione 1967-1968 terminò per i felsinei con un quinto posto in Serie A, appaiati all'Inter a quota 33 punti, di cui 15 conquistati nel girone d'andata e 18 nella tornata di ritorno. Il cammino altalenante in campionato portò a due avvicendamente in panchina, con l'argentino Carniglia che fece posto a Viani in gennaio, a sua volta sostituito da Cervellati in giugno. Lo scudetto è stato vinto dal Milan con 46 punti, secondo il Napoli con 37 punti, retrocedono in Serie B la Spal, il Brescia ed il Mantova.
Maggiori soddisfazioni giunsero dalle coppe. In Coppa delle Fiere la squadra bolognese arrivò fino alla semifinale, dove fu eliminata dagli ungheresi del Ferencvárosi. In Coppa Italia l'undici emiliano raggiunse il girone finale a quattro per l'assegnazione del trofeo, nel quale si piazzò all'ultimo posto, di nuovo alla pari coi nerazzurri.

## Divise
Durante la stagione vennero indossate le tradizionali divise a righe verticali rossoblù con pantaloncini bianchi in casa, e bianca con sbarra trasversale rossoblù in trasferta.
| Casa | Trasferta | Portiere |

## Rosa
| N. |                   | Ruolo | Calciatore            |
| -- | ----------------- | ----- | --------------------- |
|    | Italia (bandiera) | P     | Gianfranco Falaschini |
|    | Italia (bandiera) | P     | Giuseppe Spalazzi     |
|    | Italia (bandiera) | P     | Giuseppe Vavassori    |
|    | Italia (bandiera) | D     | Aurelio Galli         |
|    | Italia (bandiera) | D     | Tazio Roversi         |
|    | Italia (bandiera) | D     | Aristide Guarneri     |
|    | Italia (bandiera) | D     | Mario Ardizzon        |
|    | Italia (bandiera) | D     | Francesco Janich      |
|    | Italia (bandiera) | D     | Carlo Furlanis        |
|    | Italia (bandiera) | D     | Roberto Prini         |
|    | Italia (bandiera) | C     | Paride Tumburus       |
|    | Italia (bandiera) | C     | Romano Fogli          |

| N. |                           | Ruolo | Calciatore                    |
| -- | ------------------------- | ----- | ----------------------------- |
|    | Italia (bandiera)         | C     | Giacomo Bulgarelli (capitano) |
|    | Germania Ovest (bandiera) | C     | Helmut Haller                 |
|    | Italia (bandiera)         | C     | Marino Perani                 |
|    | Italia (bandiera)         | C     | Italo Carminati               |
|    | Italia (bandiera)         | C     | Marcello Tentorio             |
|    | Italia (bandiera)         | C     | Faustino Turra                |
|    | Italia (bandiera)         | A     | Sergio Clerici                |
|    | Italia (bandiera)         | A     | Mauro Pasqualini              |
|    | Italia (bandiera)         | A     | Bruno Pace                    |
|    | Italia (bandiera)         | A     | Paolo Ferrario                |
|    | Italia (bandiera)         | A     | Ezio Pascutti                 |

## Risultati

### Serie A

#### Girone di andata
| Arbitro: | Genel (Trieste) |

|                 |           |                       |
| Francesconi 12’ | Marcatori | 13’ Turra 75’ Clerici |

| Arbitro: | Gonella (Torino) |

|                |           |                  |
| Clerici 9’ 46’ | Marcatori | 83’ (rig.) Rizzo |

| Brescia 8 ottobre 1967 3ª giornata | Brescia               | 0 – 0 | Bologna | Stadio Mario Rigamonti\| Arbitro: \| De Marchi (Pordenone) \| |
| Arbitro:                           | De Marchi (Pordenone) |       |         |                                                               |

| Bologna 15 ottobre 1967 4ª giornata | Bologna             | 0 – 0 | Juventus | Stadio Comunale\| Arbitro: \| Lo Bello (Siracusa) \| |
| Arbitro:                            | Lo Bello (Siracusa) |       |          |                                                      |

| Arbitro: | Carminati (Milano) |

|          |           |             |
| Gori 63’ | Marcatori | 4’ Pascutti |

| Arbitro: | Gonella (Torino) |

|  |           |            |
|  | Marcatori | 68’ Rogora |

| Arbitro: | Sbardella (Roma) |

|                   |           |  |
| Suárez 51’ (rig.) | Marcatori |  |

| Arbitro: | De Robbio (Torre Annunziata) |

|                                  |           |                           |
| Pascutti 21’ Tentorio 40’ (rig.) | Marcatori | 23’ 56’ Parola 89’ Brenna |

| Arbitro: | D'Agostini (Roma) |

|              |           |                           |
| Pascutti 31’ | Marcatori | 29’ Altafini 75’ Pogliana |

| Arbitro: | Lo Bello (Siracusa) |

|  |           |             |
|  | Marcatori | 10’ Clerici |

| Arbitro: | De Marchi (Pordenone) |

|                   |           |  |
| Picchi 15’ (aut.) | Marcatori |  |

| Roma 17 dicembre 1967 12ª giornata | Roma            | 0 – 0 | Bologna | Stadio Olimpico\| Arbitro: \| Genel (Trieste) \| |
| Arbitro:                           | Genel (Trieste) |       |         |                                                  |

| Arbitro: | Di Tonno (Lecce) |

|                                     |           |                         |
| Rivera 8’ Sormani 44’ Prati 57’ 70’ | Marcatori | 39’ Haller 83’ Tentorio |

| Arbitro: | Barbaresco (Cormons) |

|                                                    |           |  |
| Tentorio 11’ Perani 18’ Fogli 33’ Pascutti 45’ 77’ | Marcatori |  |

| Mantova 14 gennaio 1968 15ª giornata | Mantova       | 0 – 0 | Bologna | Stadio Danilo Martelli\| Arbitro: \| Motta (Monza) \| |
| Arbitro:                             | Motta (Monza) |       |         |                                                       |

#### Girone di ritorno
| Bologna 21 gennaio 1968 16ª giornata | Bologna               | 0 – 0 | Sampdoria | Stadio Comunale\| Arbitro: \| De Marchi (Pordenone) \| |
| Arbitro:                             | De Marchi (Pordenone) |       |           |                                                        |

| Arbitro: | Lo Bello (Siracusa) |

|                  |           |              |
| Martiradonna 90’ | Marcatori | 47’ Ferrario |

| Arbitro: | Bernardis (Trieste) |

|  |           |                           |
|  | Marcatori | 19’ Mazzia 39’, 43’ Troja |

| Torino 11 febbraio 1968 19ª giornata | Juventus       | 0 – 0 | Bologna | Stadio Comunale\| Arbitro: \| Pieroni (Roma) \| |
| Arbitro:                             | Pieroni (Roma) |       |         |                                                 |

| Arbitro: | Torelli (Milano) |

|                           |           |  |
| Ferrario 72’ Pascutti 75’ | Marcatori |  |

| Arbitro: | Motta (Monza) |

|              |           |  |
| Maraschi 14’ | Marcatori |  |

| Arbitro: | D'Agostini (Roma) |

|                |           |                |
| Perani 9’, 61’ | Marcatori | 31’ S. Mazzola |

| Arbitro: | Pieroni (Roma) |

|            |           |                                   |
| Brenna 41’ | Marcatori | 26’ Pascutti 36’ Roversi 68’ Pace |

| Napoli 17 marzo 1968 24ª giornata | Napoli          | 0 – 0 | Bologna | Stadio San Paolo\| Arbitro: \| Genel (Trieste) \| |
| Arbitro:                          | Genel (Trieste) |       |         |                                                   |

| Arbitro: | Motta (Monza) |

|                   |           |  |
| Turra 5’ Pace 15’ | Marcatori |  |

| Varese 31 marzo 1968 26ª giornata | Varese          | 0 – 0 | Bologna | Stadio Franco Ossola\| Arbitro: \| Giunti (Arezzo) \| |
| Arbitro:                          | Giunti (Arezzo) |       |         |                                                       |

| Arbitro: | Branzoni (Pavia) |

|            |           |  |
| Perani 76’ | Marcatori |  |

| Arbitro: | Francescon (Padova) |

|              |           |             |
| Guarneri 70’ | Marcatori | 54’ Sormani |

| Arbitro: | Lo Bello (Siracusa) |

|           |           |  |
| Milan 73’ | Marcatori |  |

| Arbitro: | Michelotti (Parma) |

|           |           |  |
| Perani 6’ | Marcatori |  |

### Coppa Italia

#### Turni preliminari
| Arbitro: | Pieroni (Roma) |

|  |           |                                         |
|  | Marcatori | 3’ Pascutti 77’, 79’ (rig.) 89’ Clerici |

| Arbitro: | Lo Bello (Siracusa) |

|                                |           |                  |
| Tentorio 14’ (rig.) Haller 47’ | Marcatori | 28’ (rig.) Merlo |

| Arbitro: | Lattanzi (Roma) |

|                                |           |                                              |
| Vallongo 61’ Janich 88’ (aut.) | Marcatori | 58’ Clerici 82’ (rig.) Tentorio 89’ Ardizzon |

| Arbitro: | Branzoni (Pavia) |

|                                                |           |  |
| Carminati 32’, 59’ Fogli 40’ (rig.) Perani 42’ | Marcatori |  |

#### Girone finale
| Arbitro: | De Marchi (Pordenone) |

|                                              |           |                                  |
| Ardizzon 55’ (aut.) Cappellini 67’ Bedin 75’ | Marcatori | 3’ Tentorio 42’ Pace 51’ Clerici |

| Arbitro: | Genel (Trieste) |

|           |           |                   |
| Turra 63’ | Marcatori | 58’ (aut.) Janich |

| Arbitro: | Angonese (Mestre) |

|                       |           |         |
| Prati 42’ Sormani 89’ | Marcatori | 7’ Pace |

| Arbitro: | Pieroni (Roma) |

|  |           |                         |
|  | Marcatori | 6’ Suarez 30’ Facchetti |

| Arbitro: | Francescon (Padova) |

|                                         |           |  |
| Ferrini 10’, 14’ Facchin 44’ Combin 73’ | Marcatori |  |

| Arbitro: | Lo Bello (Siracusa) |

|                                   |           |           |
| Schnellinger 46’ (aut.) Turra 88’ | Marcatori | 61’ Prati |

### Coppa delle Fiere

#### Prima fase
| Arbitro: | Dienst |

|                      |           |  |
| Clerici 42’ Pace 53’ | Marcatori |  |

| Oslo 4 ottobre 1967 Primo turno – Ritorno | Lyn     | 0 – 0 | Bologna | Ullevål Stadion (8 000 spett.)\| Arbitro: \| Jonsson \| |
| Arbitro:                                  | Jonsson |       |         |                                                         |

| Bologna 15 novembre 1967 Secondo turno – Andata | Bologna    | 0 – 0 | Dinamo Zagabria | Stadio Comunale (28 500 spett.)\| Arbitro: \| Burtenshaw \| |
| Arbitro:                                        | Burtenshaw |       |                 |                                                             |

| Arbitro: | Syme |

|           |           |                     |
| Belin 68’ | Marcatori | 45’ Haller 88’ Pace |

#### Fase a eliminazione diretta
| Bologna 27 marzo 1968 Quarti di finale – Andata | Bologna           | 0 – 0 | Vojvodina | Stadio Comunale (15 000 spett.)\| Arbitro: \| Da Silva Oliveira \| |
| Arbitro:                                        | Da Silva Oliveira |       |           |                                                                    |

| Arbitro: | Marschall |

|  |           |                      |
|  | Marcatori | 49’ Pace 87’ Clerici |

| Arbitro: | Bucheli |

|                                |           |                       |
| Branikovits 37’, 56’ Varga 80’ | Marcatori | 1’ Clerici 34’ Perani |

| Arbitro: | Tschenscher |

|                         |           |                      |
| Perani 43’ Tentorio 59’ | Marcatori | 24’ Varga 69’ Havasi |

## Statistiche

### Statistiche di squadra
| Competizione      | Punti | In casa | In casa | In casa | In casa | In casa | In casa | In trasferta | In trasferta | In trasferta | In trasferta | In trasferta | In trasferta | Totale | Totale | Totale | Totale | Totale | Totale | DR  |
| Competizione      | Punti | G       | V       | N       | P       | Gf      | Gs      | G            | V            | N            | P            | Gf           | Gs           | G      | V      | N      | P      | Gf     | Gs     | DR  |
| ----------------- | ----- | ------- | ------- | ------- | ------- | ------- | ------- | ------------ | ------------ | ------------ | ------------ | ------------ | ------------ | ------ | ------ | ------ | ------ | ------ | ------ | --- |
| Serie A           | 33    | 15      | 8       | 3       | 4       | 20      | 12      | 15           | 3            | 8            | 4            | 10           | 9            | 30     | 11     | 11     | 8      | 30     | 23     | +7  |
| Coppa Italia      | -     | 5       | 3       | 1       | 1       | 9       | 5       | 5            | 2            | 1            | 2            | 11           | 11           | 10     | 5      | 2      | 3      | 20     | 16     | +4  |
| Coppa delle Fiere | -     | 4       | 1       | 3       | 0       | 4       | 2       | 4            | 2            | 1            | 1            | 6            | 4            | 8      | 3      | 4      | 1      | 10     | 6      | +4  |
| Totale            | -     | 24      | 12      | 7       | 5       | 33      | 19      | 24           | 7            | 10           | 7            | 27           | 24           | 48     | 19     | 17     | 12     | 60     | 45     | +15 |

### Statistiche dei giocatori
| Giocatore     | Serie A  | Serie A | Coppa Italia | Coppa Italia | Coppa delle Fiere | Coppa delle Fiere | Totale   | Totale |
| Giocatore     | Presenze | Reti    | Presenze     | Reti         | Presenze          | Reti              | Presenze | Reti   |
| ------------- | -------- | ------- | ------------ | ------------ | ----------------- | ----------------- | -------- | ------ |
| M. Ardizzon   | 27       | 0       | ?            | ?            | 8                 | 0                 | 35+      | 0+     |
| G. Bulgarelli | 13       | 0       | ?            | ?            | 6                 | 0                 | 19+      | 0+     |
| I. Carminati  | 1        | 0       | ?            | ?            | 1                 | 0                 | 2+       | 0+     |
| S. Clerici    | 22       | 4       | ?            | ?            | 8                 | 3                 | 30+      | 7+     |
| P. Ferrario   | 6        | 2       | ?            | ?            | 1                 | 0                 | 7+       | 2+     |
| R. Fogli      | 25       | 1       | ?            | ?            | 7                 | 0                 | 32+      | 1+     |
| C. Furlanis   | 20       | 0       | ?            | ?            | 7                 | 0                 | 27+      | 0+     |
| A. Guarneri   | 28       | 1       | ?            | ?            | 8                 | 0                 | 36+      | 1+     |
| H. Haller     | 21       | 1       | ?            | ?            | 8                 | 1                 | 29+      | 2+     |
| F. Janich     | 25       | 0       | ?            | ?            | 6                 | 0                 | 31+      | 0+     |
| B. Pace       | 27       | 2       | ?            | ?            | 8                 | 3                 | 35+      | 5+     |
| E. Pascutti   | 20       | 7       | ?            | ?            | 4                 | 0                 | 24+      | 7+     |
| M. Perani     | 13       | 5       | ?            | ?            | 6                 | 2                 | 19+      | 7+     |
| R. Prini      | 1        | 0       | ?            | ?            | -                 | -                 | 1+       | 0+     |
| T. Roversi    | 13       | 1       | ?            | ?            | 3                 | 0                 | 16+      | 1+     |
| A. Scala      | -        | -       | ?            | ?            | 1                 | 0                 | 1+       | 0+     |
| G. Spalazzi   | 4        | -5      | ?            | ?            | -                 | -                 | 4+       | -5+    |
| M. Tentorio   | 10       | 3       | ?            | ?            | 2                 | 1                 | 12+      | 4+     |
| P. Tumburus   | 4        | 0       | ?            | ?            | 1                 | 0                 | 5+       | 0+     |
| F. Turra      | 24       | 2       | ?            | ?            | 7                 | 0                 | 31+      | 2+     |
| G. Vavassori  | 26       | -18     | ?            | ?            | 8                 | -6                | 34+      | -24+   |